# Argo Navis
 For alternative betydninger, se Argo. (Se også artikler, som begynder med Argo)
Argo Navis (eller blot Argo) var et stort sydligt stjernebillede, der forestillede Argo, det skib der blev brugt af Jason og Argonauterne i den græske mytologi. Forkortelsen for stjernebilledet var "Arg".
På grund af præcession, kan flere af stjernerne i Argo Navis ikke længere ses fra Middelhavsområdet og flere af dem fremstår også svagere end i den græske oldtid. Derfor blev Argo Navis opdelt i stjernebillederne Kølen (Carina), Agterstavnen (Puppis) og Sejlet (Vela) i 1930, da IAU besluttede sig for de 88 moderne stjernebilleder.